# جيمس آرثر أوليفر
جيمس آرثر أوليفر (بالإنجليزية: James Arthur Oliver)‏ هو عالم حيوانات أمريكي، ولد في 1914، وتوفي في 2 ديسمبر 1981.